# Дзюбан Василь Вікторович
Васи́ль Ві́кторович Дзюбан — солдат Збройних сил України, учасник російсько-української війни.

## З життєпису
Працював майстром на будівництві.
Мобілізований в березні 2014-го. Служив на кордоні з окупованим Кримом, водій евакуаційного відділення. Брав участь у боях в складі 79-ї аеромобільної бригади — Волноваха, Слов'янськ, Красний Лиман, Зеленопілля. Під Красним Лиманом прийняв перший бій — колона потрапила у засідку, вивозив поранених.
Демобілізувався у березні 2015-го.

## Нагороди
За особисту мужність і героїзм, виявлені у захисті державного суверенітету та територіальної цілісності України, вірність військовій присязі під час російсько-української війни, відзначений — нагороджений
- 27 червня 2015 року — орденом «За мужність» III ступеня.